# Клод Луї Ектор де Віллар
Клод Луї Ектор де Віллар (Claude Louis Hector de Villars, 8 травня 1653 —17 червня 1734) — французький військовий діяч, головний маршал Франції, дипломат.

## Життєпис

### Початок кар'єри
Походив із аристократичної родини Віллар, яка була пов'язана із Савойським домом. Син маркіза П'єра де Віллара. У 1664–1668 роках навчався в Коледжі де Жуії. Почав свою військову кар'єру під час франко-голландської війни 1672–1678 років. 1674 року очолює полк кіннотників. У 1683–1687 роках у складі військ курфюрста Баварського воював у війні проти Османської імперії.
У 1687 році повертається до Франції, де отримує звання генерал-майора та призначається другим лейтенантом полку королівських кірасир (гвардії короля). У тому ж році як неофіційний посланник вирушає до Мюнхена для перемовин з курфюрстом Баварії Максиміліаном, щоб переконати того вступити у союз із Францією.
Після повернення отримує підтримку фаворитки короля Людовика XIV де Ментенон. 1699 року був посланником у Відні, де напередодні війни за іспанську спадщину багато в чому сприяв просуванню французьких інтересів, отримуванню розвідницької інформації про плани Австрії та її союзників.

### Війна за іспанську спадщину
З початком Війни за іспанську спадщину проявив себе хоробрим офіцером. Вже у 1702 році командує корпусом в армії Ніколя Катіна, отримує звання генерал-лейтенанта. Того ж року сміливо перетинає Рейн і 14 жовтня здобуває звитягу над імперськими військами на чолі із Людвигом Вільгельмом Баденським при Фрідлінгені. За це незабаром отримує звання маршала. 20 вересня 1703 року Віллар перемагає імперську армію на чолі із Ґерманом-Отто Лімбург-Штірумом при Гохштеті. після цього шлях на Відень було відкрито. Втім нерішучість та неквапливість союзника — курфюрства Баварського — завадила плану Віллара. Тоді він запропонував Людовику XIV для зупинення наступаючого ворога застосувати тактику випаленої землі.
У 1704 році його спрямували для придушення повстання кальвіністів у Північних Севеннах (так зване повстання комізарів). Більш перемовинами та обіцянкою амністії, ніж зброєю, Віллар зміг припинити це повстання. 1705 року отримує від короля титул герцога. 1706 року змусив ворогів відступити за Рейн, зробивши його кордоном між Францією та Австрією, Англією.
У 1707 році він перейшов Рейн та заволодів Штольгофенською лінією у Бадені та Швабії. 1709 року призначається командувачем північною армією у Фландрії. Він відновив порядок й вирішив дати генеральний бій англійцям на чолі із герцогом Мальборо при Мальплаці. Спочатку французькі війська перемагали, але у найвідповідальніший момент Віллара було поранено. В результаті французи знітилися та програли битву. Втім втрати англійців значно перевершували втрати французів. Вороги не насмілилися рушити далі й відступили до Брабанту. За свою звитягу Віллар отримує звання пера Франції.
Після лікування у 1712 році отримав нову армію, яка повинна була перешкодити наступу австрійців у глиб Франції. 24 липня цього року відбулася битва під Дененом, де армія на чолі із Вілларом завдала поразки австрійським військам під орудою Євгенія Савойського. Ця перемога призвела до мирних перемовин між ворогуючими сторонами, а зрештою до закінчення Війни за іспанську спадщину. 1712 року Віллар стає губернатором Провансу. 1714 року його обирають до Французької академії.

### Останні роки
У 1715 році входить до регентської ради, водночас очолює військову раду. 1718 року йде у відставку. 1733 року, перед початком Війни за польську спадщину, король Людовик XV надає Вілларові звання головного маршала Франції. 1734 року він протягом трьох місяців заволодів герцогствами Міланським та Мантуанським. Але 17 червня цього ж року раптово помер у Турині.

## Творчість
Віллар був доволі освіченою людиною, цікавився мистецтвом, театром. Відомий своєю дотепністю та афоризмами. Водночас написав цікаві мемуари, які вийшли друком лише після його смерті.

## Родина
Дружина — Жанна-Анжеліка Роке де Варенгевіль
Діти:
- Оноре-Арман (1702–1770)